# 尾崎ムゲン
尾崎 ムゲン（おざき むげん、1942年4月24日 - 2002年10月2日）は、日本の教育学者、教育史学者。愛知県出身。専攻は近現代日本教育史。

## 略歴
京都大学教育学部卒、同大学院教育学研究科博士課程単位取得退学。大阪女子大学学芸学部助教授、教授を経て関西大学文学部教授。
2002年10月2日午前9時6分、心不全のため京都市左京区の病院で死去。60歳没。

## 単著
- 『戦後教育史論 民主主義教育の陥穽』インパクト出版会 1991
- 『日本資本主義の教育像』世界思想社 1991
- 『日本の教育改革-産業化社会を育てた130年』中公新書 1999

### 共編著・監修
- 『学校という交差点』岡村達雄共編著 インパクト出版会 1994
- 『教育の原理と課題』筧田知義、若原道昭共監修 昭和堂 2000

## 論文
- CiNii>尾崎ムゲン